# 冰峡湾鱼龙属
冰峡湾鱼龙（学名：Isfjordosaurus）是海生爬行动物鱼龙超目的一个已灭绝属，生存于晚三叠世，化石发现于挪威北海岸斯瓦尔巴群岛的斯匹次卑尔根岛。该属由藻谷良介（Ryosuke Motani）于1999年正式描述，属下包含物种小冰峡湾鱼龙（Isfjordosaurus minor）。